# Багодар
Багодар (др.-греч. Βαγωδάρας), также Кобар или Гобар — приближённый Бесса, чьё бегство к Александру Македонскому побудило и других персов последовать его примеру.
По происхождению Багодар был мидянином и, возможно, принадлежал к жреческой коллегии магов. Квинт Курций Руф охарактеризовал Багодара словами: «известный более своей приверженностью к искусству магии (если только это искусство, а не обман простых людей), чем знанием её, впрочем, человек скромный и честный». После переворота в 330 году до н. э. по свержению Дария III Багодар стал царедворцем при новом самоназначенном правителе Бессе.
После целого ряда неудач на одном из пиров Багодар обратился к Бессу с призывом сдаться на милость Александру Македонского. От такой речи Бесс пришёл в ярость и хотел на месте убить Багодара, но его с трудом удержали. В ходе возникшей суматохи Багодар бежал и отправился к македонянам. Согласно Диодору Сицилийскому, «главные военачальники, узнав о том, что Багодар в безопасности, и соблазнившись дарами, которые обещал Александр, сговорились и, схватив Бесса, отвели его к Александру». Вероятно, Багодар был радушно принят Александром, что способствовало бегству других приближённых Бесса, что закончилось его арестом и передачей македонянам.